# Concilie van Constantinopel III
Het Concilie van Constantinopel III was het zesde oecumenisch concilie, dat in 680-681 bijeen werd geroepen door keizer Constantijn IV, tijdens het pontificaat van paus Agatho en paus Leo II. Het monotheletisme werd besproken. Dit was een compromis-theologie, voorgesteld door keizer Heraclius. Het monotheletisme werd door het concilie en door de paus veroordeeld. Er werd besloten: Christus is werkelijk God én werkelijk Mens.

## Onderwerp van het Concilie
Een vervolg op het vierde Concilie van Chalcedon. Omdat er in Christus' persoon twee volwaardige naturen zijn, moeten we ook spreken over een Goddelijke en een menselijke wil in Hem. Tegen het monotheletisme.
De discussies rond het monotheletisme en het mono-energisme situeren zich in het Oosten in de 6de en 7de eeuw. Ze zijn een poging om een compromis te vinden tussen het monofysitisme en de leer van Chalcedon (dyofysitisme). Volgens het monothelethisme heeft Christus wel twee naturen maar slechts één wil: de goddelijke wil. Het concilie stelde daartegenover dat de mensheid in Jezus Christus geen abstracte werkelijkheid is, maar dat deze zich uit in een vrije wil die vrijwillig en in alles aan de goddelijke wil onderworpen is. Christus heeft dus twee willen. In de visie van de Orientaalse kerken, echter, wordt het woord "natuur"  vervangen door "wil" of "energie". Christus heeft dan één wil of één energie die afgeleid wordt uit zijn persoon (hypostasis), die één is en niet uit zijn twee naturen.
Zo kon men spreken over één energie, één wil, zonder te moeten uitgaan van de enkelvoudige natuur. (monofysitisme)